# Prefektura Preveza
Preveza je jedna od grčkih prefektura, dio periferije Epir.

## Općine i zajednice
| Općina      | YPES kod | Sjedište (ako je različito) | Poštanski broj | Pozivni broj |
| ----------- | -------- | --------------------------- | -------------- | ------------ |
| Anogeio     | 4301     | Gorgomylos                  | 482 00         |              |
| Fanari      | 4308     | Kanallaki                   | 480 62         |              |
| Filippiada  | 4309     |                             | 482 00         |              |
| Louros      | 4305     |                             | 480 61         |              |
| Parga       | 4306     |                             | 480 60         |              |
| Preveza     | 4307     |                             | 481 00         |              |
| Thesprotiko | 4303     |                             | 483 00         |              |
| Zalongo     | 4302     | Kanali                      | 481 00         |              |
| Zajednica   | YPES kod | Sjedište (ako je različito) | Poštanski broj | Pozivni broj |
| Kranea      | 4304     |                             | 483 00         |              |

Pokrajine : +Nikopol i Parga - Preveza